# Boston Brahmins
Als Boston Brahmins („Brahmanen von Boston“) werden die  vornehmsten Familien Bostons bezeichnet. Sie führen ihre Abstammung auf die puritanischen Gründer der Kolonie Massachusetts zurück und bilden eine Art Adel Neuenglands. Einige wenige Familien wie die Emersons schafften es auch durch finanziellen Erfolg und strategische Heiraten, zu den First Families of Boston aufzusteigen.
Der Begriff Brahmane bezeichnet im indischen Kastensystem die höchste Kaste. Oliver Wendell Holmes, Sr. übertrug ihn 1860 in einem Artikel der Zeitschrift Atlantic Monthly auf die neuenglischen „oberen Zehntausend“.
Die Brahmanen von Boston zeichnen sich bis heute durch einen ausgesprochen vornehmen Dialekt aus, der mehr an das britische als an das amerikanische Englisch erinnert. Ihre Eloquenz rührt auch von ihrer Erziehung her; sie besuchen traditionell die Harvard-Universität. Selbst die mindestens ebenso elitäre Yale University galt ihnen lange als zweitklassig. Sie heirateten in den vergangenen Jahrhunderten bevorzugt untereinander, so dass viele vornehme Bostoner sich als Angehörige gleich mehrerer Clans bezeichnen können.
Als Brahmanen von Boston gelten folgende Familien, hier mit einigen ihrer bekannten Mitglieder:

## A
Adams
| Name                       | Lebensdaten | Beruf                                |
| -------------------------- | ----------- | ------------------------------------ |
| Abigail Adams              | (1744–1818) | Ehefrau von John Adams               |
| Charles Francis Adams, Sr. | (1807–1886) | Politiker                            |
| Charles Francis Adams, Jr. | (1835–1915) | Offizier                             |
| Charles Francis Adams III  | (1866–1954) | Marineminister                       |
| Henry Adams                | (1838–1918) | Historiker und Kulturphilosoph       |
| John Adams                 | (1735–1826) | 2. Präsident der USA                 |
| John Quincy Adams          | (1767–1848) | 6. Präsident der USA                 |
| Joseph Adams               | (* 1947)    | Komponist                            |
| Samuel Adams               | (1722–1803) | Gründervater der Vereinigten Staaten |

Amory
| Name                | Lebensdaten | Beruf          |
| ------------------- | ----------- | -------------- |
| Cleveland Amory     | (1917–1998) | Schriftsteller |
| Ernest Amory Codman | (1869–1940) | Chirurg        |

Appleton
| Name             | Lebensdaten | Beruf                                  |
| ---------------- | ----------- | -------------------------------------- |
| Frances Appleton | († 1861)    | Ehefrau von Henry Wadsworth Longfellow |
| Jane Pierce      | (1806–1863) | Ehefrau von Franklin Pierce            |
| John Appleton    | (1815–1864) | Politiker                              |
| John F. Apleton  | (1838–1870) | Jurist und Offizier                    |
| Nathan Appleton  | (1779–1861) | Politiker                              |
| William Appleton | (1786–1862) | Politiker                              |

## B
Bacon
| Name            | Lebensdaten | Beruf                  |
| --------------- | ----------- | ---------------------- |
| Gaspar G. Bacon | (1886–1947) | Politiker und Offizier |
| Robert Bacon    | (1860–1919) | Politiker und Diplomat |
| Robert L. Bacon | (1884–1938) | Politiker und Offizier |

Bates
| Name                | Lebensdaten | Beruf                |
| ------------------- | ----------- | -------------------- |
| Edward Bates        | (1793–1869) | Jurist und Politiker |
| Frederick Bates     | (1777–1825) | Politiker            |
| James Woodson Bates | (1788–1846) | Politiker            |

Boylston
| Name             | Lebensdaten | Beruf |
| ---------------- | ----------- | ----- |
| Zabdiel Boylston | (1679–1766) | Arzt  |

Bradlee
| Name                 | Lebensdaten | Beruf                               |
| -------------------- | ----------- | ----------------------------------- |
| Ben Bradlee          | (1921–2014) | Journalist                          |
| Sarah Bradlee Fulton | (1740–1835) | Mitinitiatorin der Boston Tea Party |

## C
Cabot
| Name                 | Lebensdaten | Beruf                         |
| -------------------- | ----------- | ----------------------------- |
| George Cabot         | (1752–1823) | Politiker                     |
| Godfrey Lowell Cabot | (1861–1962) | Unternehmer                   |
| John Moors Cabot     | (1901–1981) | Diplomat                      |
| Lilla Cabot Perry    | (1848–1933) | Malerin                       |
| Thomas Dudley Cabot  | (1897–1995) | Geschäftsmann und Philanthrop |

Chaffee bzw. Chafee
| Name                 | Lebensdaten | Beruf     |
| -------------------- | ----------- | --------- |
| Adna Chaffee         | (1842–1914) | Offizier  |
| Adna R. Chaffee, Jr. | (1884–1941) | Offizier  |
| John Chafee          | (1922–1999) | Politiker |
| Lincoln Chafee       | (* 1953)    | Politiker |

Choate
| Name               | Lebensdaten | Beruf                |
| ------------------ | ----------- | -------------------- |
| Joseph Choate      | (1832–1917) | Jurist und Diplomat  |
| Rufus Choate       | (1799–1859) | Jurist und Politiker |
| Sarah Choate Sears | (1858–1935) | Künstlerin           |

Coffin
| Name                  | Lebensdaten | Beruf     |
| --------------------- | ----------- | --------- |
| Charles Edward Coffin | (1841–1912) | Politiker |

Coolidge
| Name                    | Lebensdaten | Beruf                                 |
| ----------------------- | ----------- | ------------------------------------- |
| Archibald Cary Coolidge | (1866–1928) | Historiker und Diplomat               |
| Calvin Coolidge         | (1872–1933) | 30. Präsident der Vereinigten Staaten |

Cooper
| Name            | Lebensdaten | Beruf          |
| --------------- | ----------- | -------------- |
| Priscilla Tyler | (1816–1889) | Schauspielerin |

Crowninshield
| Name                            | Lebensdaten | Beruf                    |
| ------------------------------- | ----------- | ------------------------ |
| Arent S. Crowninshield          | (1843–1908) | Offizier                 |
| Benjamin Williams Crowninshield | (1772–1851) | Politiker                |
| Frederic Crowninshield          | (1845–1938) | Maler und Schriftsteller |
| Jacob Crowninshield             | (1770–1808) | Politiker                |
| William Crowninshield Endicott  | (1826–1900) | Politiker                |

Cushing
| Name                | Lebensdaten | Beruf                 |
| ------------------- | ----------- | --------------------- |
| Albert Cushing Read | (1887–1967) | Offizier              |
| Caleb Cushing       | (1800–1879) | Jurist und Politiker  |
| Harvey Cushing      | (1869–1939) | Mediziner             |
| Thomas Cushing      | (1725–1788) | Politiker             |
| William Cushing     | (1732–1810) | Jurist                |
| Richard Cushing     | (1895–1970) | Erzbischof von Boston |

## D
Dana
| Name                    | Lebensdaten | Beruf                     |
| ----------------------- | ----------- | ------------------------- |
| Francis Dana            | (1743–1811) | Jurist und Politiker      |
| Richard Henry Dana, Sr. | (1787–1879) | Jurist und Schriftsteller |
| Richard Henry Dana, Jr. | (1815–1882) | Jurist und Politiker      |

Delano
| Name                      | Lebensdaten | Beruf                 |
| ------------------------- | ----------- | --------------------- |
| Columbus Delano           | (1809–1896) | Politiker             |
| Franklin Delano Roosevelt | (1882–1945) | 32. Präsident der USA |
| Jane Delano               | (1862–1919) | Krankenschwester      |
| Paul Delano               | (1775–1842) | Offizier              |

## E
Eliot
| Name                    | Lebensdaten | Beruf                             |
| ----------------------- | ----------- | --------------------------------- |
| Charles Eliot           | (1859–1897) | Landschaftsarchitekt              |
| Charles Eliot Norton    | (1827–1908) | Schriftsteller und Sozialkritiker |
| Charles William Eliot   | (1834–1926) | Wissenschaftler                   |
| Samuel Eliot            | (1739–1820) | Geschäftsmann                     |
| T. S. Eliot             | (1888–1965) | Schriftsteller                    |
| William Greenleaf Eliot | (1811–1887) | Prediger und Pädagoge             |

Emerson
| Name                | Lebensdaten | Beruf          |
| ------------------- | ----------- | -------------- |
| Ralph Waldo Emerson | (1803–1882) | Schriftsteller |

Endicott
| Name                           | Lebensdaten | Beruf     |
| ------------------------------ | ----------- | --------- |
| William Crowninshield Endicott | (1826–1900) | Politiker |

## F
Forbes
| Name               | Lebensdaten | Beruf                         |
| ------------------ | ----------- | ----------------------------- |
| John Forbes Kerry  | (* 1943)    | Politiker                     |
| John Murray Forbes | (1813–1898) | Industrieller und Philanthrop |

## H
Holmes
| Name                       | Lebensdaten | Beruf                   |
| -------------------------- | ----------- | ----------------------- |
| Abiel Holmes               | (1763–1837) | Prediger und Historiker |
| Oliver Wendell Holmes, Sr. | (1809–1894) | Arzt und Schriftsteller |
| Oliver Wendell Holmes, Jr. | (1841–1935) | Jurist                  |

## J
Jackson
| Name                  | Lebensdaten | Beruf                          |
| --------------------- | ----------- | ------------------------------ |
| Charles Jackson       | (1797–1876) | Politiker                      |
| Lydia Jackson         | (1802–1892) | Gattin von Ralph Waldo Emerson |
| Jonathan Jackson      | (1743–1810) | Politiker                      |
| Patrick Tracy Jackson | (1780–1847) | Industrieller                  |

## L
Lawrence
| Name                | Lebensdaten | Beruf                    |
| ------------------- | ----------- | ------------------------ |
| Abbott Lawrence     | (1792–1855) | Politiker                |
| Amos Lawrence       | (1786–1852) | Kaufmann und Philanthrop |
| Amos Adams Lawrence | (1814–1886) | Unternehmer/Mäzen        |
| Samuel Lawrence     | (1754–1827) | Revolutionär             |
| William Lawrence    | (1850–1941) | Bischof                  |

Lodge
| Name                     | Lebensdaten | Beruf                  |
| ------------------------ | ----------- | ---------------------- |
| Henry Cabot Lodge        | (1850–1924) | Politiker              |
| Henry Cabot Lodge junior | (1902–1985) | Politiker und Diplomat |

Lowell
| Name                 | Lebensdaten | Beruf                  |
| -------------------- | ----------- | ---------------------- |
| Amy Lowell           | (1874–1925) | Frauenrechtlerin       |
| Francis Cabot Lowell | (1775–1817) | Unternehmer            |
| Francis Cabot Lowell | (1855–1911) | Jurist                 |
| James Russell Lowell | (1819–1891) | Publizist und Diplomat |
| Percival Lowell      | (1855–1916) | Astronom               |
| Robert Lowell        | (1917–1977) | Lyriker                |

## P
Peabody
| Name                     | Lebensdaten | Beruf                          |
| ------------------------ | ----------- | ------------------------------ |
| Elizabeth Palmer Peabody | (1804–1894) | Pädagogin und Schriftstellerin |
| Endicott Peabody         | (1920–1997) | Politiker                      |
| George Peabody           | (1795–1869) | Geschäftsmann und Philanthrop  |
| George Foster Peabody    | (1852–1938) | Bankier und Philanthrop        |
| Nathaniel Peabody        | (1741–1823) | Politiker                      |

Phillips
| Name                   | Lebensdaten | Beruf     |
| ---------------------- | ----------- | --------- |
| Samuel Phillips junior | (1752–1802) | Politiker |

Putnam
| Name          | Lebensdaten | Beruf    |
| ------------- | ----------- | -------- |
| Israel Putnam | (1718–1790) | Offizier |

## Q
Quincy
| Name              | Lebensdaten | Beruf     |
| ----------------- | ----------- | --------- |
| Josiah Quincy II  | (1744–1775) | Jurist    |
| Josiah Quincy III | (1772–1864) | Politiker |

## S
Saltonstall
| Name                 | Lebensdaten | Beruf     |
| -------------------- | ----------- | --------- |
| Leverett Saltonstall | (1892–1979) | Politiker |

Sturgis

## W
Winthrop
| Name                    | Lebensdaten | Beruf                  |
| ----------------------- | ----------- | ---------------------- |
| John Winthrop           | (1588–1649) | Politiker              |
| Robert Charles Winthrop | (1809–1894) | Politiker              |
| Thomas L. Winthrop      | (1760–1841) | Politiker              |
| Wait Winthrop           | (1642–1717) | Offizier und Politiker |